# Duncan Pugh
Duncan Michael Pugh (* 2. Dezember 1974 in Cheltenham, Vereinigtes Königreich; † 25. Januar 2023) war ein australischer Bobfahrer.

## Karriere
Duncan Pugh nahm 2007 erstmals an einem Rennen im Europacup teil. 2008 nahm er auch vermehrt an Wettkämpfen im Nordamerika-Cup teil. Als Anschieber von Jeremy Rolleston nahm er an den Olympischen Winterspielen 2010 teil. Im ersten Lauf des Zweierbob-Wettkampfs stürzte das Duo und Pugh erlitt eine Gehirnerschütterung. Aufgrund dessen startete kein australisches Team im Viererbob-Wettkampf.
Am Abend des 24. Januar 2023 erlitt Pugh eine Gehirnblutung, an der er am Folgetag im Alter von 48 Jahren verstarb.